# KakaoTalk
Pour les articles homonymes, voir Kakao (homonymie).
KakaoTalk (hangeul : 카카오톡) est une application gratuite sud-coréenne pour téléphone mobile de la firme Kakao, permettant d'envoyer gratuitement des messages et faire des appels gratuits. Elle est disponible sur Android, iOS, Bada OS, BlackBerry, Windows Phone, et sur ordinateur personnel. Elle comporte de nombreux émoticônes. L'application a été lancée le 18 mars 2010, et est actuellement disponible sur iOS, Android, Bada OS, BlackBerry, Windows Phone, Nokia Asha, Windows et macOS . En mai 2017, KakaoTalk comptait 220 millions d'utilisateurs enregistrés et 49 millions d'utilisateurs actifs par mois. Il est disponible en quinze langues. L'application est utilisée par 93 % des propriétaires de smartphones en Corée du Sud, car il s'agit de l'application de messagerie la plus utilisée dans ce pays.
En plus des appels et des messages gratuits, les utilisateurs de KakaoTalk peuvent partager divers contenus et informations, y compris des photos, des vidéos, des messages vocaux, la localisation, des liens URL ainsi que des informations de contact. Les chats en tête-à-tête et en groupe sont disponibles en Wi-Fi, 3G ou 4G et il n'y a pas de limite au nombre d'amis qui peuvent participer à un conversation en groupe.
KakaoTalk synchronise automatiquement la liste de contacts de l'utilisateur sur son smartphone avec la liste de contacts sur KakaoTalk pour trouver des amis qui sont sur le service. Les utilisateurs peuvent également rechercher des amis par KakaoTalk ID ou par le code QR sans avoir à connaître le numéro de téléphone de l'autre. Le service KakaoTalk permet également à ses utilisateurs d'exporter leurs messages et de les enregistrer pour référence ultérieure.
KakaoTalk a commencé comme un service de messagerie, mais s'est transformé en une plateforme pour la distribution de divers contenus et applications tiers, y compris des centaines de jeux, que les utilisateurs peuvent télécharger et jouer avec leurs amis via la plateforme de messagerie.
Grâce à la fonctionnalité Plus Friend sur KakaoTalk, les utilisateurs peuvent suivre des marques, des médias et des célébrités pour recevoir des messages exclusifs, des coupons et d'autres informations en temps réel via les forums de discussion de KakaoTalk. Les utilisateurs peuvent également acheter des biens réels grâce à la plateforme «Gifting» du messager, comme le café ou les bijoux Starbucks.
L'application KakaoPay propose également, pour les utilisateurs sud-coréens, un service de paiement mobile et de portefeuille numérique.

## Histoire et compagnie
Kakao Corp est la société derrière KakaoTalk (sa plate-forme et application phare), et a été fondée en 2010 par Kim Beom-soo (en) , l'ancien PDG de NHN Corporation (fondateur de Hangame, qui a fusionné avec Naver.com pour créer NHN). Kakao Corp. est basée à Séoul , en Corée du Sud, et Manson Yeo et Sean Joh sont les co-PDG actuels.
En 2013, Kakao Corp. a généré un chiffre d'affaires d'environ 200 millions de dollars américains (USD) grâce au jeu, au contenu numérique, au commerce mobile et à ses canaux de marketing pour les marques et les célébrités.
Kakao Corp. a été nommé Top Developer sur Google Play. et KakaoTalk a été choisi comme l'application SMS numéro un par Cnet.
Selon un rapport publié par App Annie (ja) en décembre 2013, Kakao est également le troisième éditeur mondial en termes de revenus mensuels sur Google Play. Kakao Corp. est l'éditeur numéro un pour iOS et Google Play en Corée du Sud, et KakaoTalk est l'application no 1 pour les revenus iOS et Google Play en Corée du Sud. KakaoTalk a été nommé pour le prix du mobile le plus innovant aux Global Mobile Awards 2014. Kakao Corp. a accepté d'acheter Daum Communications Corp, pour réduire les coûts et gagner du temps pour relancer la croissance et obtenir une inscription à Séoul , Corée du Sud.
La suite complète d'applications de Kakao Corp inclut: KakaoTalk, KakaoStory, KakaoTaxi, KakaoAccount, KakaoMap, KakaoDriver, KakaoBus, KakaoMusic, KakaoMusic, KakaoGroup, KakaoHome, KakaoPlace, KakaoAlbum, KakaoPage, KakaoStyle, KakaoAgit.
Le 26 mai 2014, Kakao Corp. a annoncé qu'elle avait décidé de fusionner avec Daum Communications au moyen d'un swap[Quoi ?]. Une fois les deux entreprises combinées, un nouveau géant de la technologie devrait faire ses débuts, avec une capitalisation boursière d'environ 3 billions de wons, ce qui constituerait une menace apparente pour Naver, la plus grande société de portail du pays.
Le 10 mars 2015, Daum Kakao a lancé son service KakaoTaxi qui permet aux utilisateurs d'appeler un taxi autour de l'utilisateur à l'aide de l'application KakaoTaxi. Grâce aux nombreuses compagnies de taxis qui coopèrent avec le service KakaoTaxi, environ 600 000 taxis-consommateurs sont jumelés chaque jour en huit mois de lancement de service.
En 2016 Kakao Corp poursuit sa trajectoire haussière en récoltant pour la première fois plus d'un milliard de wons, donnant ainsi à l'entreprise une chance de se lancer dans la R&D sur l'intelligence artificielle. Kakao Corp. a déclaré que la croissance de ses plates-formes de jeux et de musique a propulsé la société à un chiffre d’affaires record de 1,46 milliard de wons (1,3 milliard de dollars) en 2016, en hausse de 57,1 % par rapport à 2015 et un bénéfice de 116,1 milliards de wons pour l'année, en hausse de 31,1 %.

## Modèle économique
KakaoTalk, une application gratuite de messagerie mobile pour smartphones, a dévoilé ses premiers bénéfices de 42 millions de dollars en 2012 et 200 millions de dollars de revenus en 2013  Avec 93 % de la population sud-coréenne utilisant KakaoTalk sur leurs smartphones, Kakao Corp. gamme de services, y compris les jeux et le commerce de détail.
Kakao Corp. a publié plus de dix services en moins de trois ans d'entrée sur le marché mobile. À partir de 2010, avec une fonctionnalité « cadeau » qui permettait aux utilisateurs d'acheter des cadeaux et des coupons virtuellement via KakaoTalk et de les envoyer à leurs amis via KakaoTalk. En 2011, Plus Friend a été présenté dans lequel les utilisateurs reçoivent des messages, des annonces, des coupons de célébrités et des magasins de marque. Ceci est une fonctionnalité qui agit comme une source de publicité et de marketing pour les entreprises et les célébrités, puisque KakaoTalk n'a pas de bannières publicitaires. KakaoTalk propose également des émoticônes que les dessinateurs Web dessinent, peuvent être achetés dans le magasin d'objets. En 2012, Kakao Corp. a introduit son système de jeu, Playing Game, dans lequel des articles de jeu peuvent être achetés. Kakao a également étendu son système de réseau social en lançant Kakao Story, une application de partage de photos mobile. Kakao Style, une tendance de mode et une application de vente au détail, a été introduite avec Choco, l'argent électronique de Kakao. En août 2013, trois des 10 meilleurs jeux Android d'App Annie sont liés à la plate-forme KakaoTalk - Everybody's Marble , Cookie Run et Anipang. Avec 93 % des utilisateurs sud-coréens sur KakaoTalk, les téléchargements gratuits des jeux Ani Pang et Dragon Flight, qui ne peuvent être joués qu'avec un compte Kakao Talk, ont été considérés comme des jeux « nationaux ». Pour maintenir la simplicité de tous les services fournis, les applications Kakao peuvent être achetées et connectées avec des liens vers KakaoTalk.
En 2012, les revenus de 42 millions de dollars de KakaoTalk sont répartis entre 67,5 % (31,1 millions de dollars) de jeux, 26,2 % (12,1 millions de dollars) de publicité et 6,3 % (2,8 millions de dollars) de ventes d'émoticônes. À partir de 2011, l'application gratuite de messagerie mobile a lancé des services de jeux, de vente au détail et de publicité sans bannières publicitaires pour l'un de ses services. La plus grande partie des revenus peut être générée par les jeux parce que le réseau social massif de KakaoTalk dans le pays hôte. La méthode de publicité de marque de KakaoTalk est démontrée par des canaux publicitaires appelés Plus Friends, dans lesquels les utilisateurs peuvent ajouter la marque comme ami sur la messagerie mobile. Les utilisateurs recevront le contenu de marques ou de célébrités comme un message personnel, au lieu de bannières publicitaires. Les entreprises paient KakaoTalk pour créer un compte (prix de départ 20 000 $ US). La troisième source principale de revenus provient des émoticônes qui peuvent être achetées dans KakaoTalk pour deux ou trois dollars américains.
Récemment, KakaoTalk a publié un nouveau service d'émoticônes appelé Kakao Friends. Les émoticônes ont longtemps été populaires en Corée, avec Doll and Other Daily Nécessity étant le plus populaire.

## Surveillance par le gouvernement
Après la critique de la réponse du gouvernement sud-coréen à la suite du naufrage du Sewol, les autorités coréennes ont annoncé une « politique de tolérance zéro » en ce qui concerne l'enquête et la détention des personnes soupçonnées de répandre de la diffamation par Internet. Quelques utilisateurs de KakaoTalk ont reçu des notifications indiquant que leurs comptes de messagerie avaient été fouillés par les autorités sud-coréennes. L'appréhension de la surveillance du gouvernement a conduit beaucoup d'utilisateurs de KakaoTalk vers d'autres services de messagerie tels que Telegram qu'ils considèrent comme étant plus sûr. Il y a désormais des options multiples de chat comme le chat ouvert, le chat régulier et également le chat secret.

## API KakaoTalk
KakaoTalk a rendu son API  disponible pour les développeurs. La pile de développement est utilisable avec iOS, Android, REST et Javascript. L'API de la gestion des utilisateurs et l'API Push sont actuellement disponibles, et une sortie est prévue pour l'API analytique.

## Influence

### Culture locale
Une salle de bavardage solitaire est une sorte de forum de discussion ouvert, où de nombreuses personnes anonymes se réunissent pour discuter de sujets spécifiques, et vous devez communiquer avec des images sans utiliser de texte ou d'émoticônes. En d'autres termes, il s'agit de faire une histoire uniquement avec des images. Des forums de discussion similaires ont vu le jour en tant que forum de discussion ouvert où on échange des photos de nourriture sans aucun mot est devenu populaire. Comme la popularité du célèbre thème « salle de bavardage solitaire », les célébrités ont rejoint le forum de discussion eux-mêmes.

### International
Disponible en quinze langues et utilisé dans plus de 130 pays, KakaoTalk évolue également comme un outil pratique pour la communication globale.
Le 26 juillet 2011, Kakao Corp. a créé Japanese Corp., Kakao Japan et nommé Cha-Jin Park en tant que représentant. Selon les responsables de l'entreprise, KakaoTalk semble être très activement utilisé au Japon. Quand un tremblement de terre massif a frappé le Japon le 11 mars 2011, le trafic de messagerie de KakaoTalk au Japon a augmenté pendant que des millions de personnes ont cherché à confirmer la sécurité des amis et de la famille. KakaoTalk a joué un rôle important en tant que méthode de communication basée sur un réseau de données; il a remplacé avec succès les câbles hors services et les réseaux sans fils et a aidé à connecter les sinistrés.
KakaoTalk a ciblé des pays d'Asie du Sud-Est où aucun service de messagerie mobile dominant n'est disponible. KakaoTalk forme également des partenariats stratégiques en Malaisie, en Indonésie et aux Philippines. En 2013, KakaoTalk a commencé à diffuser des publicités télévisées en Indonésie, aux Philippines et au Vietnam avec Big Bang . Dans les publicités, des célébrités locales et Big Bang apparaissent ensemble pour promouvoir KakaoTalk. À la fin de 2013, l'Indonésie est devenue le second pays avec les plus utilisateurs de KakaoTalk après la Corée du Sud. KakaoTalk a atteint 13 millions d'utilisateurs et a le potentiel pour devenir le plus grand marché de Kakao Corp. dans le monde. L'ancien co-PDG de KakaoTalk, Sirgoo Lee, a déclaré : « Nous avons augmenté notre base d'utilisateurs de plus de 25 fois en un an, et nous espérons que nous continuerons à ce rythme. KakaoTalk a adapté son service à l'environnement local en collaborant avec des designers et des entreprises locales pour générer du « contenu spécifique indonésien ». »[réf. nécessaire]
En février 2014, KakaoTalk a été lancé pour les appareils Nokia Asha 500, 501, 502 et 503, élargissant ainsi sa portée aux utilisateurs d'un public plus large.